# Pasquale Cajano
Pasquale Cajano (* 19. August 1921 als Pasquale Cagiano; † 24. Oktober 2000) war ein italoamerikanischer Schauspieler. Nachdem er zweimal unerwähnt in den Scorsese -Filmen Zeit der Unschuld und Where Evil Lies gespielt hatte, engagierte ihn sein Freund Martin Scorsese 1995 für dessen Film Casino für die Rolle des Mafia-Bosses Remo Gaggi, einer Figur, die auf dem realen Joseph Aiuppa, Bosses des Chicago Outfit, beruht.
Nach Casino, spielte Cajano kleine Rollen in Big Night, Sleepers und The Impostors. Cajano spielte dann noch neben Robert De Niro in der erfolgreichen Komödie Analyze This mit. Pasquale Cajano war auch als Mitarbeiter im Italian Communications Network radio (www.icnradio.com) bekannt gewesen.
79-jährig starb er im Jahr 2000 an Prostatakrebs.

## Filmografie
- 1993: Zeit der Unschuld (The Age of Innocence)
- 1995: Showgirl Killers (Where Evil Lies)
- 1995: Casino
- 1996: Big Night – Nacht der Genüsse Big Night
- 1996: Sleepers
- 1998: The Impostors – Zwei Hochstapler in Not (The Impostors)
- 1999: Reine Nervensache (Analyze This)